# 秋葉山古墳群
秋葉山古墳群（あきばやまこふんぐん）は、神奈川県海老名市にある古墳群。2005年7月14日に国の史跡に指定された。

## 概要
秋葉山古墳群という名の由来は、第二号墳後円部頂上に火を防ぐ神を祭った「秋葉社」という祠があったため、第二号墳のことを秋葉山と呼んでいたのが古墳群全体の名称となったことによる。
古墳群は座間丘陵の標高75～80メートルの尾根沿いに、第一号墳から第六号墳の、計6基の古墳が確認されている。秋葉社があった第二号墳の後円部頂上は、標高84.6メートルの海老名市最高地点である。第一号墳から第六号墳以外に近年の開発で消滅した古墳もあるようで、また尾根沿いに座間市内に入った場所にも古墳があるとの説もあるが、未確認である。
6基の古墳の内訳は、前方後円型墳墓が1基、前方後円墳が2基、前方後方墳が1基、方墳が1基である。これまで学術調査がほとんど行われていない6号墳は、今のところ墳形は不明である。

## 古墳群の発見と発掘の経緯
秋葉山古墳群の存在は明治末期から知られており、明治～大正期の記録を見ると、現存しない古墳の存在とともに、現状では円墳形をしている第三号墳に前方部が存在していたことがわかる。
1960年代半ば以降、古墳群周辺でも宅地開発が進みだしたため、1969年に墳丘の測量調査が行われた。その後1987年から2003年に至るまで、12次に渡る発掘調査が実施された。その中で1988年、区画整理事業の開始に伴う開発事前調査が行われ、神奈川県内でも最古級の古墳群である可能性が指摘されたが、調査後、第三号墳と第五号墳の周濠の一部が破壊された。
なお、秋葉山古墳群は未調査の第六号墳を除いて墳丘部の調査は実施されてきたが、これまでのところ古墳の埋葬施設本体の調査は行われていない。

## 特徴
秋葉山古墳群の特徴としては、相模川流域の古墳では大きいが、葺石、段築、円筒埴輪が見られないことが挙げられる。このことから秋葉山古墳群の被葬者として推定される相模川流域の首長は、在地の首長としては有力であったが、ヤマト王権内の地位的にはあまり高くなかったことが想像される。神奈川県内でも、秋葉山古墳群に少し遅れて造営された長柄桜山古墳群では葺石と円筒埴輪の存在が確認されており、ヤマト王権との結びつきの強さや地位が、秋葉山古墳群に葬られた相模川流域の首長と比べて高かったと見られる。
秋葉山古墳群の各古墳は、まず座間丘陵を形成する富士黒色土と関東ローム層を削り取って古墳の形を成形し、その上に墳丘部を盛り上げて築造された。古墳群の立地としては、相模川流域の平野部を望む座間丘陵の高台にあり、相模川と、現在の国道246号に沿ったコースであったと想定される武蔵方面へ向かう道との交点にも近く、当時の生産と居住の拠点とともに交通の要衝を望む高台という場所を選び、古墳群が造営されたと見られている。
古墳群の中では、まず3世紀に第三号墳と前方後方墳である第四号墳、それから3世紀末から4世紀初めにかけて前方後円墳である第二号墳、最後、4世紀に方墳である第五号墳と前方後円墳である第一号墳が造営されたと見られている。以後、秋葉山古墳群では古墳が全く造られなくなった。これは秋葉山古墳群の近くから古墳群を造った首長がいなくなってしまったのか、それとも古墳を造ることに規制が加えられるようになったためか、原因はいくつか考えられているものの、今のところ不明である。
ただ、海老名市内には秋葉山古墳群の後に造営されたとみられる瓢箪塚古墳を始めとする上浜田古墳群があり、瓢箪塚古墳からは秋葉山古墳群の第二号墳から出土したものと似たような形をした円筒型の土器の破片が見つかっていることもあって、秋葉山古墳群と何らかの関係があった可能性が指摘されている。
また秋葉山古墳群がある相模川中流の東岸では、これまでのところ古墳群築造の母体となったと考えられる大きな集落が検出されていない。この点については相模川中流西岸も含んだ地域で秋葉山古墳群を築造したとの説もあるが、相模川中流域の西岸にも出現期の古墳が見られる点から、相模川東岸に未発見の秋葉山古墳群を造営した人々が暮らしていた集落があるとの説もある。いずれにしても秋葉山古墳群は3世紀～4世紀にかけての相模湾周辺で最も規模が大きな古墳群であり、地域を代表する人物を葬ったものであると見られる。
発掘調査の中で秋葉山古墳群は、3世紀から4世紀にかけての古墳出現期から前期にかけての古墳群であることが明らかになった。特に第三号墳は纏向型の前方後円墳とも呼ばれる、ややいびつな後円部に小さな前方部がついた形をした古墳であり、東日本の中でも最古の前方後円形をした古墳の一つで、3世紀に造営されたと考えられている。当時、古墳群の周辺である相模湾周辺の地域では弥生式の方形周溝墓が造られていたが、第三号墳の規模は方形周溝墓の規模を遥かに凌駕する大きなもので、また発掘された土器などから考えて、第三号墳は相模川流域の在地の勢力から、いち早くヤマト王権との連携を進め、周辺地域を統合することとなった首長の墓であると見られている。
そして第二号墳、第一号墳と時代が下るに従って、定型的な前方後円墳の形に近づいている。また前方後方墳である第四号墳、方墳である第五号墳と、秋葉山古墳内の中でも墳形に変化が見られる。現存6つの古墳で構成される秋葉山古墳群であるが、古墳出現期の古墳の変遷と多彩な墳形を見ることができる。
秋葉山古墳群は、千葉県市原市にあった神門古墳群などと並び、東日本における最古級の古墳群のひとつであり、南関東における出現期古墳、そして当時の社会を知る上での重要な遺跡と評価され、2005年7月14日に国の史跡に指定された。

## 各古墳
秋葉山古墳群で一番南東側にある第一号墳から、座間丘陵の尾根伝いに第二号墳、第三号墳、第五号墳、第四号墳、第六号墳という順番に並んでいる。第一号墳から第四号墳までは、50メートル以内の短い間隔で並んでいる。第六号墳は第四号墳から約250メートル離れた場所にあり未調査となっている。第六号墳以外が2005年に国の史跡に指定されている。

### 第一号墳
第五号墳とともに秋葉山古墳群では最後の4世紀に造営されたと見られている。整った形をした定型的な前方後円墳で、墳丘の長さは59メートル、後円部の直径は33メートル、前方部の長さは26メートル。前方部の高さは2.8メートル、後円部の高さは6.3メートル。周濠は見られないが前方部正面にのみ溝が掘られている。
小型の丸底をした土器と鉄鏃が出土している。地元相模の土器が見られる第二号墳や第三号墳に対して、第一号墳から出土した土器は日本各地で出土しているものと共通である。

### 第二号墳
3世紀末～4世紀初頭に造営されたとみられる前方後円墳。墳丘の長さは50,5メートル、後円部の直径は33メートル、前方部の長さは17.5メートル。前方部の高さは4.6メートル、後円部の高さは7.7メートル。後円部の大きさに比べて前方部が短く、定型的な前方後円墳とはいい難い。墳形はむしろ第三号墳と同じく纏向型の前方後円墳に近いが、前方部の高さがかなり高いこと、後円部が円形をしている点など纏向型の前方後円墳に当てはまらない特徴もある。一号墳と同じく周濠は見られないが、前方部の正面にのみ溝が掘られている。
出土品としては壺などの土器類があり、地元相模の土器と並んで東海方面や関西方面から搬入されたと見られる土器が見つかっている。土器の中に水銀朱が付着したものも認められている。出現期の古墳から発掘される土器から水銀朱が検出される事例は多く、水銀朱は葬送儀礼に用いられた可能性が高い。また他に類例が少ない、4点の円筒型の土器が出土した。これは弥生時代末に岡山県を中心に分布し、その後、円筒埴輪へと進化していく特殊器台と呼ばれる土器の影響を受けて作られたものと考えられている。
第二号墳から出土した土器の中には、意図的に破砕された状態で出土したものが多く見られる。円筒型の土器も破砕された後に熱を受けた形跡が残っており、破砕後に後述する火を用いた祭祀を行い、その後撒かれたものと思われるが、多くの土器が破砕された理由については今のところよくわかっていない。
また第二号墳で発掘された土器には火の使用跡が見られるものがあり、古墳のくびれ部分と前方部の一部で、焚き火の跡や炭化物も見つかっており、火を用いた祭祀が行われたものと推定されている。第二号墳から出土した炭化物を用いて、AMS法による放射性炭素年代測定を行ったところ、250年～325年との年代が出た。第二号墳は墳形や出土した土器から、秋葉山古墳群の中でも中期の、3世紀末～4世紀初頭に造営されたと見られており、年代測定の結果と比較的良く一致している。

### 第三号墳
ややいびつな後円部に小さな前方部が繋がった、前方後円形をした古墳。第四号墳とともに3世紀、秋葉山古墳群では初めの頃に造営された。前方部は昭和30年代に削平されて現存していないが、大正時代の記録から推定すると墳長は約51メートル、第二号墳とほぼ同じ墳長と考えられている。後円部は直径38～40メートルとやや不定形をした円形であると見られ、第二号墳以上に前方部の割合は小さかったものと推定される。後円部の高さは7.7メートルと見られている。また第三号墳には周濠の存在が認められている。
発掘調査の結果、墳頂部には9メートル×6～7メートルという大きな墓坑があると推定されているが、墓坑内にあると見られる埋葬施設の発掘はこれまでのところ行われていない。墓坑の上からは第二号墳と同じく、水銀朱が付着した土器、それから大型の壺など、埋葬儀礼に伴うと思われる土器が出土した。また墓坑上からは礫がまとまって検出されており、墓坑上に礫を並べていた可能性がある。
土器の中には弥生時代後期後半に相模地方独自に発達した壺に加えて、伊勢湾岸地域から広まった高坏がある。古墳時代開始前後に伊勢湾型の土器が広がる現象は東日本の太平洋岸沿岸各地で確認されていて、第三号墳の被葬者も相模川流域の在地勢力の中からいち早く外来の文化を取り入れ、相模川流域に大きな勢力を誇るようになった首長であることが想定される。
第三号墳の墓坑上で見られる土器や礫は、弥生式の墳丘墓や古墳時代前期前半の古墳にしばしば見られ、定型化した前方後円墳では見られなくなる特徴であり、第三号墳の纏向型の前方後円墳とも呼ばれる前方後円型の墳形とともに、弥生時代と古墳時代の過渡期の特徴を示すものと言える。

### 第五号墳
一辺約20メートルの方墳。墳丘の高さは約5.4メートル。第一号墳とともに秋葉山古墳群では最後に造営されたと見られている。幅約4メートル、深さ約1メートルの周濠があり、第五号墳を全周している。小型の丸底土器や器台など、4世紀のものとされる土器が出土している。

### 第四号墳
全長37.5メートルの前方後方墳。前方部の長さは12.7メートル、後方部は24.8メートル。前方部の高さは2.8メートル、後方部は5.3メートル。後方部には周濠が確認されているが、前方部の一部は周濠が無い可能性が高い。出土品は少なく、壺の破片が出土している。壺の破片の様式は秋葉山古墳群の中でも古い土器であるとされる。
地山を削り土砂を盛り上げて高い墳丘を造った第一号～三号墳と異なり、第四号墳は全体的に墳丘が低く、弥生時代の前方後方型をした周濠墓より規模的には大きいものの、形態的に大きな違いが見出せない。出土品の少なさから不確実さは残るが、弥生時代の前方後方型周濠墓との形態的な類似から、また一般的に同一の古墳群の中では前方後方墳から前方後円墳の築造へと進んでいくことから、第三号墳と同じ頃かやや先行する3世紀に造られた、秋葉山古墳群の中でも古い古墳と見られている。

### 第六号墳
第一～第五号墳の中で最も北側にある第四号墳の北、約250メートルにある。これまで詳しい調査が行われておらず、詳細は不明である。なお第六号墳の北側の座間市内にも古墳があるとの説もあるが、未確認である。

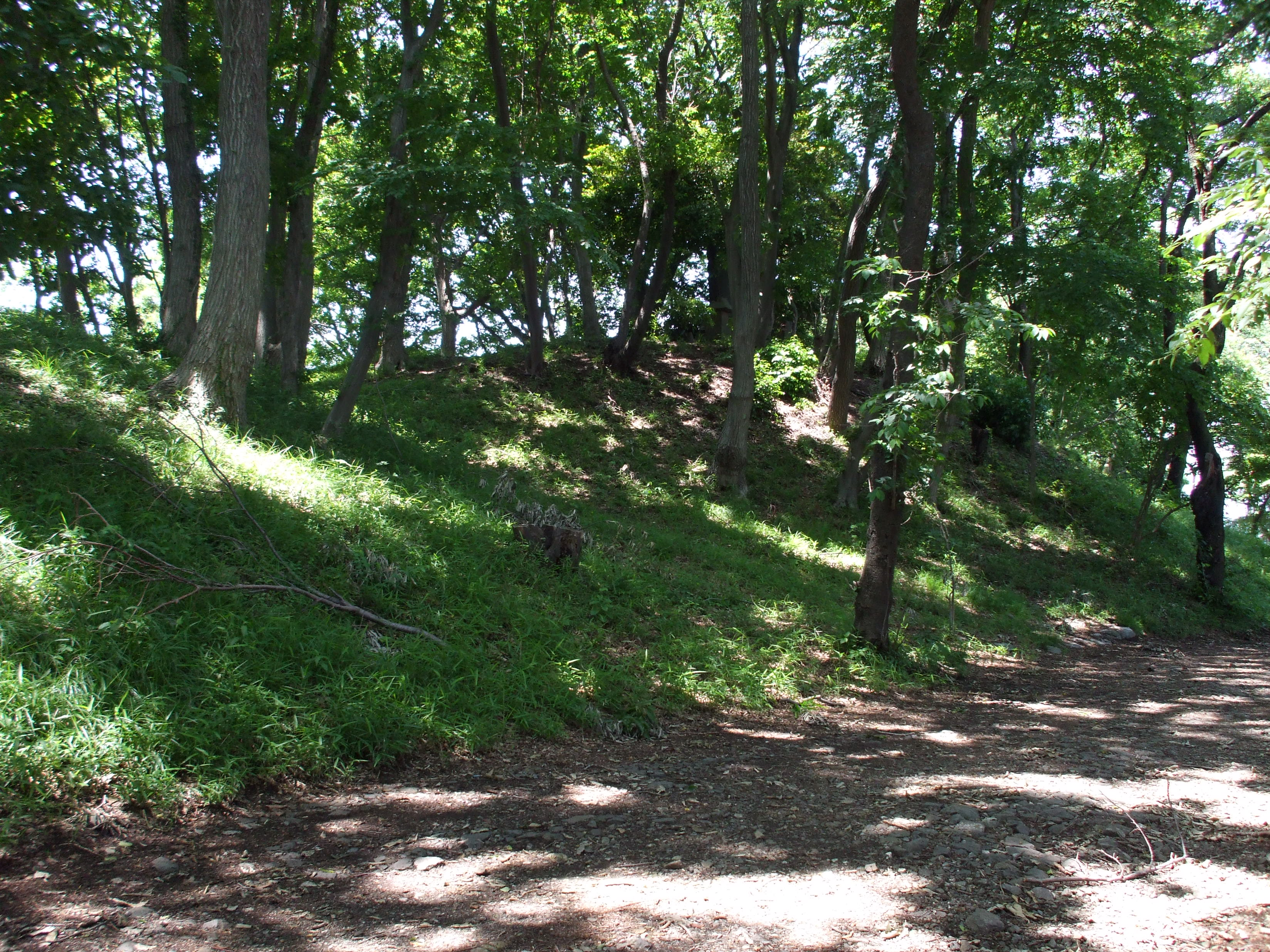
秋葉山古墳群第二号墳、前方部から後円部方向を撮影
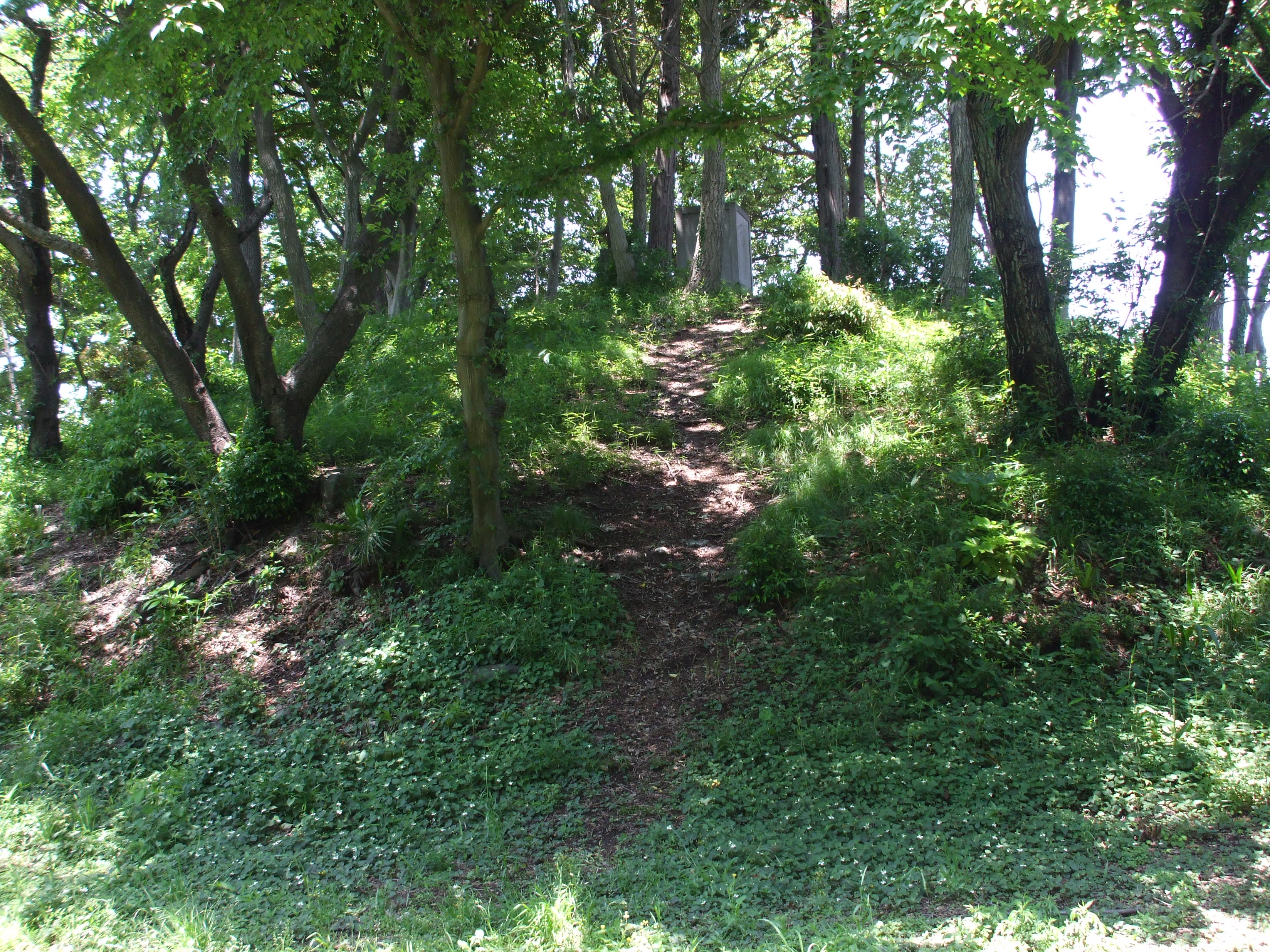
秋葉山古墳群第三号墳、現存する後円部
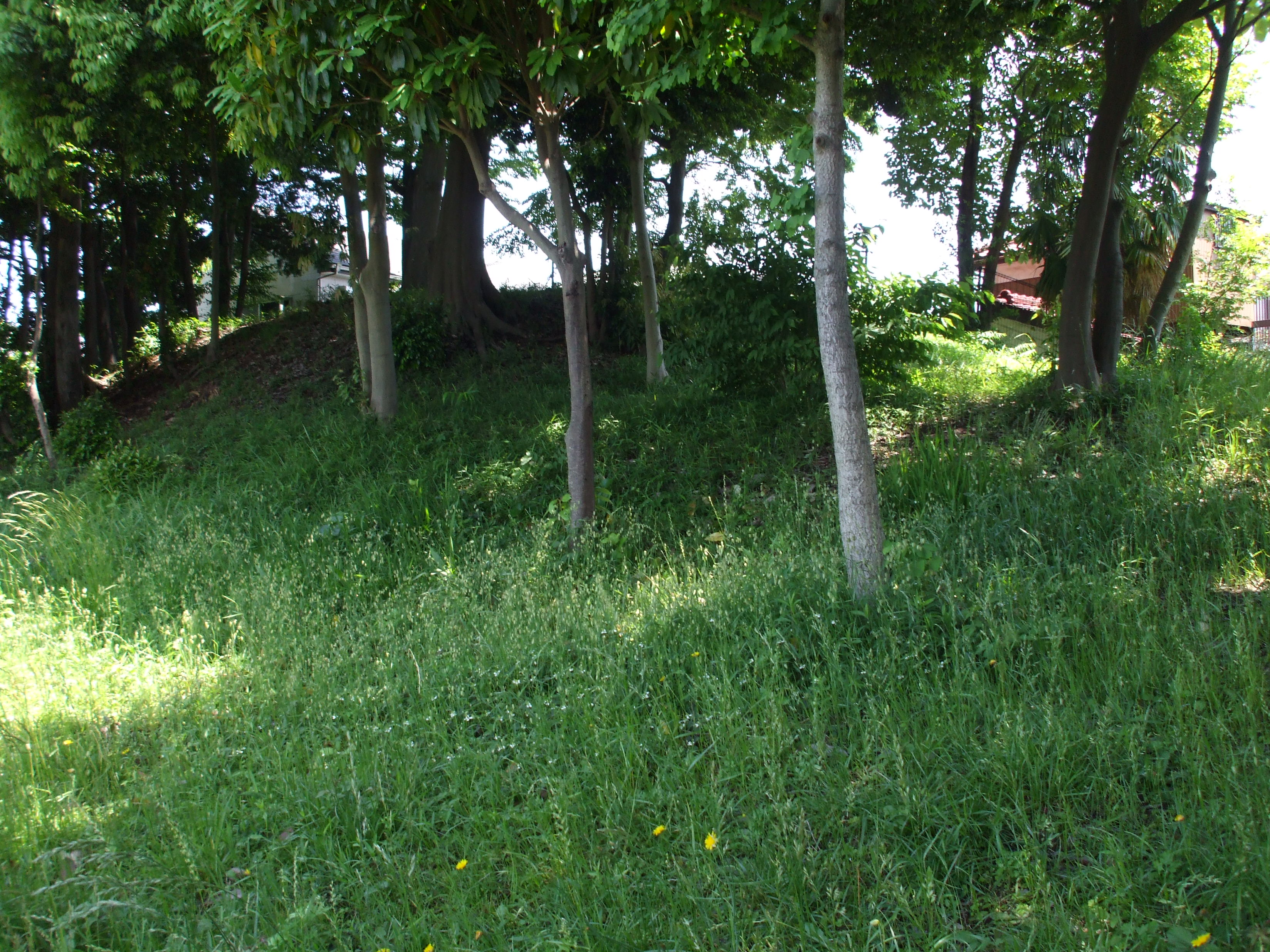
秋葉山古墳群第四号墳、前方部脇から後方部方向を撮影
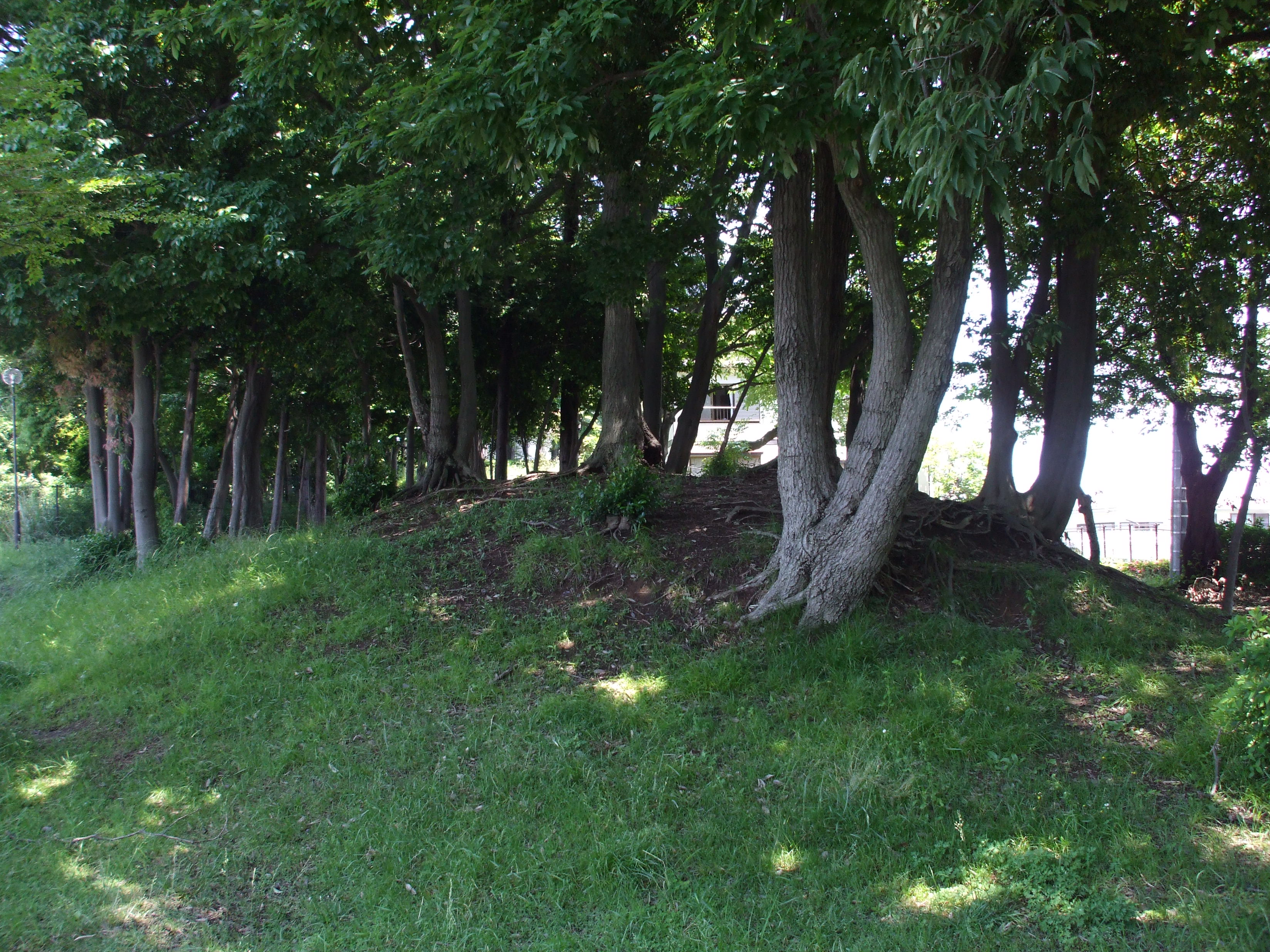
秋葉山古墳群第五号墳
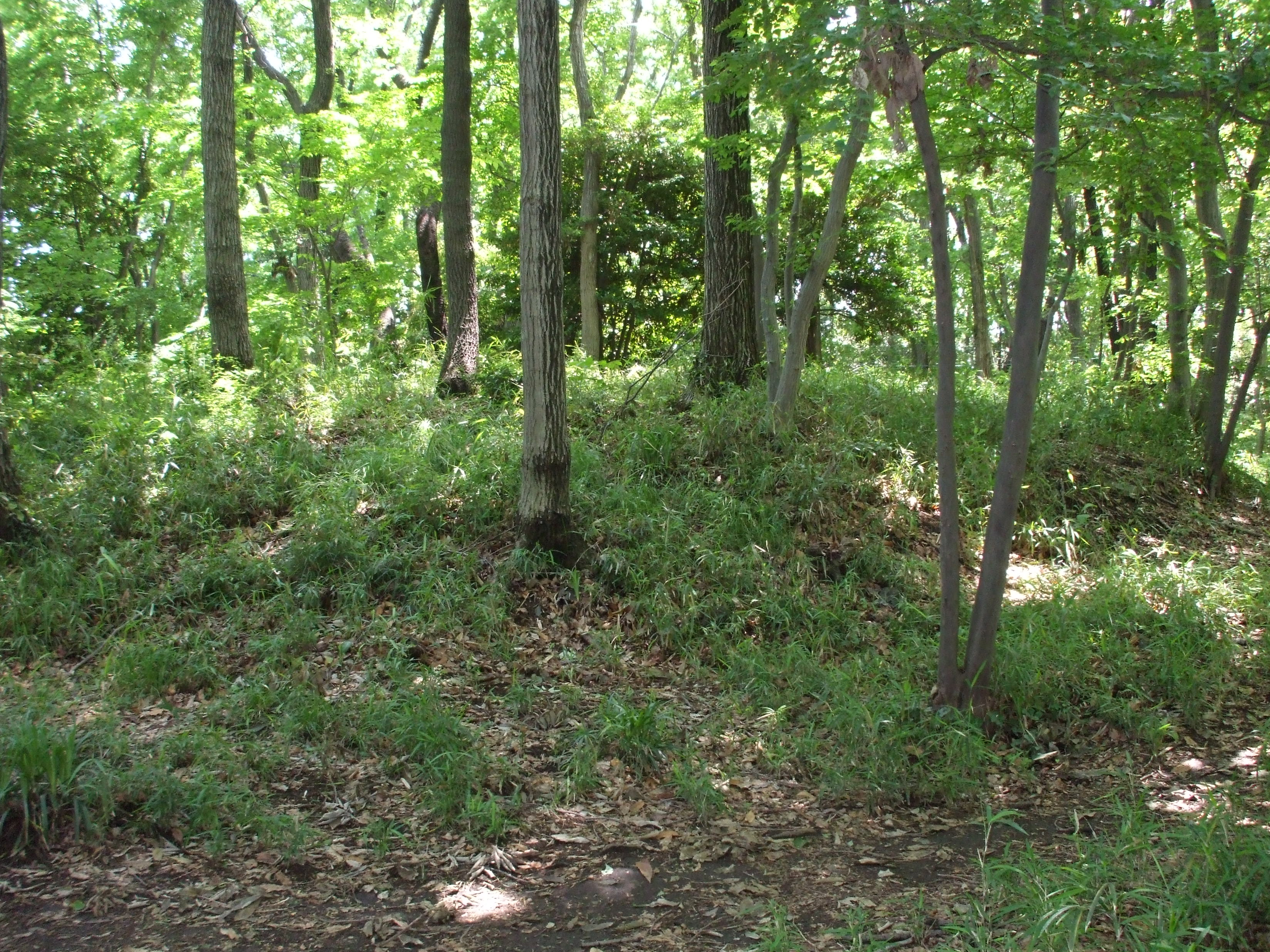
秋葉山古墳群第六号墳